# Togolok
Togolok est un site archéologique du delta du Murghab, au Turkménistan, situé à environ 10 à 15 km au sud de Gonur (ou à environ 40 km au nord de Mary, au Turkménistan).

## Description
Togolok 21 est un temple et une forteresse indo-iraniens datés de la première moitié du deuxième millénaire avant J.-C., appartenant à la phase tardive du complexe archéologique bactro-margien. La zone de Togolok 1 a également été fouillée.
Le temple de Togolok 21 contenait des pièces où des traces d'éphédra et de chanvre ont été trouvées ainsi que des outils pour la préparation d'une boisson hallucinogène (plus tard connue sous le nom de soma en Inde et de haoma en Iran) .

## Togolok Dépé
Le nom Togolok est également appliqué à un autre site beaucoup plus ancien au Turkménistan connu sous le nom de Togolok Depe. Ce site néolithique de la période Djeitun (vers 7000 av. J.-C.). Il est situé dans les contreforts du Kopet-Dag près de Djeitun. Le site a été fouillé en 1964.